# Nạn đói lớn (Ireland)
Nạn đói lớn hoặc Đại nạn đói (tiếng Ireland: an Gorta Mór [anˠ ˈɡɔɾˠt̪ˠə ˈmˠoːɾˠ]), hay là thời kỳ đói khát và bệnh tật ở Ireland từ năm 1845 đến 1849. Với các khu vực bị ảnh hưởng nặng nề nhất ở phía Tây và Nam Ireland, nơi ngôn ngữ Ailen chiếm phần lớn. Thời kỳ này ở Ailen còn được gọi là An Drochshaol, được dịch thoáng nghĩa là Thời kỳ khó khăn (hay nghĩa đen là Cuộc sống tồi tệ). Năm tồi tệ nhất của thời kỳ này là năm 1847, được gọi là "Black '47". Trong nạn đói này, khoảng một triệu người chết và một triệu người di cư từ Ireland, khiến dân số của hòn đảo này bị giảm từ 20% đến 25%.

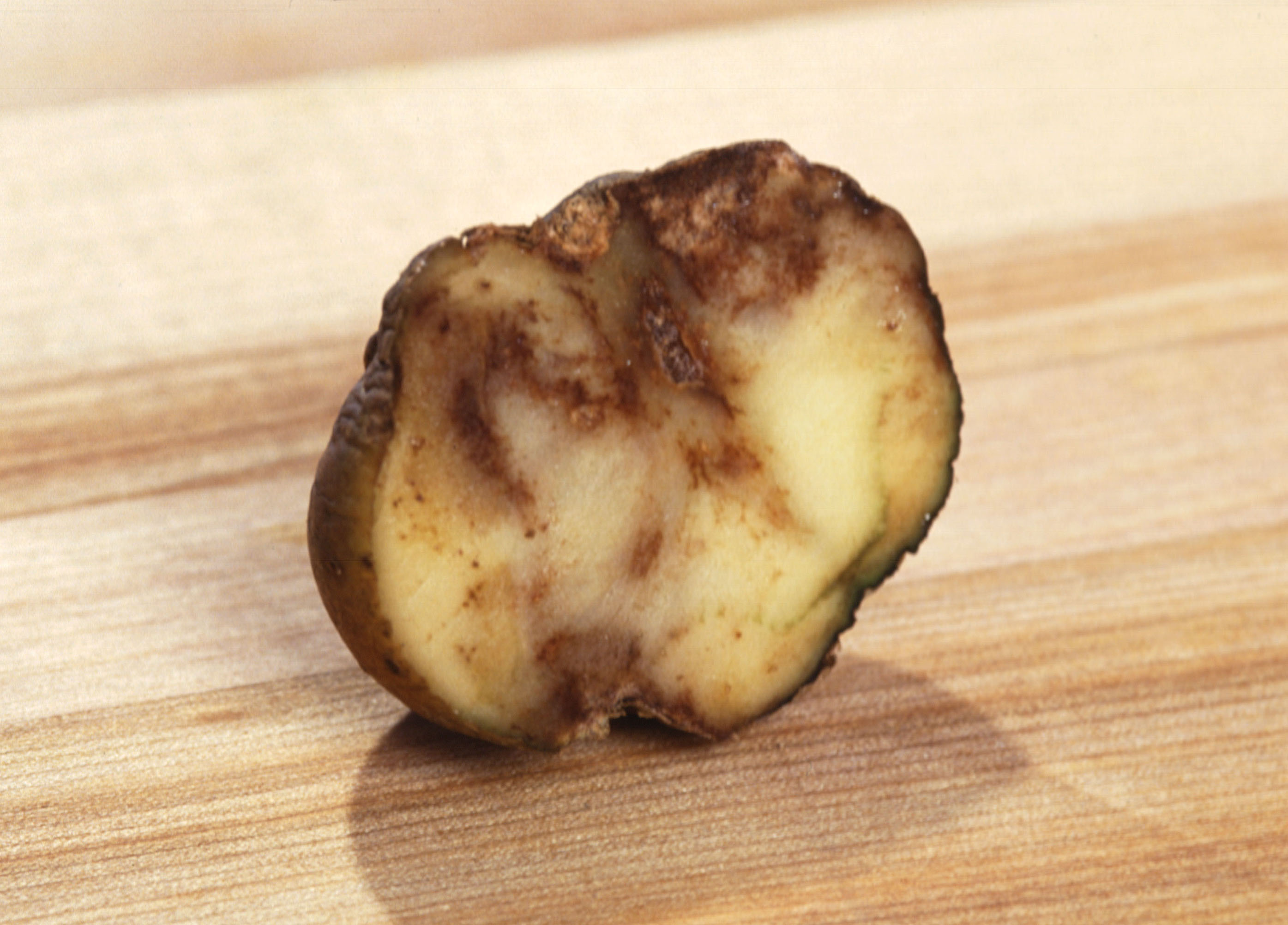
Một củ khoai tây bị nhiễm bệnh sương mai, biểu hiện triệu chứng thối điển hình

Sự kiện này thỉnh thoảng được gọi là Nạn đói khoai tây Ireland, chủ yếu được các nước bên ngoài Ireland gọi.  Các nguyên nhân được suy đoán của nạn đói là một hiện tượng tự nhiên, bệnh bạc lá khoai tây, số khoai tây bị nhiễm bệnh cây trồng trên khắp Châu Âu trong những năm 1840, cũng gây ra khoảng 100.000 trường hợp tử vong bên ngoài Ireland và ảnh hưởng phần lớn tình trạng bất ổn rộng rãi trong các cuộc cách mạng châu Âu năm 1848. Từ năm 1846, tác động của sự tàn phá đã trở nên trầm trọng hơn bởi chính sách kinh tế của chủ nghĩa tư bản laissez-faire của chính phủ Whig.  Nguyên nhân dài hạn bao gồm sự vắng mặt địa chủ.
Nạn đói này là một bước ngoặt trong lịch sử Ireland, nơi mà từ năm 1801 đến 1922 được Westminster trực tiếp cai trị như một phần của Vương quốc Liên hiệp Anh và Ireland. Nạn đói và ảnh hưởng của nó đã thay đổi vĩnh viễn tình trạng dân số, chính trị và văn hóa của hòn đảo, giảm đi khoảng hai triệu người tị nạn và gây ra sự suy giảm dân số kéo dài một thế kỷ. Đối với cả người Ailen bản địa và những người trong cộng đồng người di cư, nạn đói đã đi vào ký ức của nhân dân. Quan hệ giữa người dân Ailen và chính phủ của họ đã trở nên xấu đi vì nạn đói, khiến cho căng thẳng sắc tộc và tôn giáo trở nên ngày càng sâu sắc và thúc đẩy chủ nghĩa dân tộc Ireland và chủ nghĩa cộng hòa Ireland.
Bệnh bạc lá khoai tây quay trở lại châu Âu vào năm 1879, trong cùng thời điểm đó, chiến tranh trên đất liền, một trong những phong trào nông nghiệp lớn nhất diễn ra ở châu Âu thế kỷ 19 đã bắt đầu ở Ireland. Phong trào này được dẫn đầu bởi Land League, nối tiếp chiến dịch chính trị Three Fs, được ban hành vào năm 1850 bởi Tenant Right League trong Nạn đói lớn. Khi bệnh bạc lá khoai tây quay trở lại trong nạn đói năm 1879, Liên minh này đã tẩy chay "những địa chủ khét tiếng" và các thành viên của Liên minh đã ngăn chặn những vụ trục xuất nông dân, kết quả là giảm tình trạng vô gia cư và phá hủy nhà cửa dẫn đến việc giảm đáng kể số người tử vong.

## Sách tham khảo
- American University (1996), Irish Potato Famine and Trade, American University, truy cập ngày 24 tháng 9 năm 2010
- Balch, William Stevens (1850). Ireland, As I Saw It: The Character, Condition and Prospects of the People. G. P. Putnam.
- Blake, Robert (1967), Disraeli, University paperbacks, St. Martin's Press, LCCN 67011837
- Boyle, Phelim P.; Ó Gráda, Cormac (tháng 11 năm 1986), "Fertility Trends, Excess Mortality, and the Great Irish Famine" (PDF), Demography, 23 (4): 543–562, doi:10.2307/2061350, hdl:10197/401, JSTOR 2061350, PMID 3542599
- Clark, Dennis (1982), "Dennis Clark: The Irish in Philadelphia", Temple University, ISBN 0-87722-227-4, truy cập ngày 24 tháng 9 năm 2010
- Cousens, S. H (1960), Regional death rates in Ireland during the Great Famine from 1846 to 1851, Population Studies, quyển 14
- Doheny, Michael (1951), The Felon's Track, M.H. Gill & Son, LTD
- Ranelagh, John O'Beirne (2000), Fearful Realities: New Perspectives on the Famine, Chris Morash & Richard Hayes, Colourbooks Ltd, ISBN 0-7165-2566-6
- Donnelly, James S (2005), The Great Irish Potato Famine, Sutton Publishing, ISBN 0-7509-2632-5
- Donnelly, James S., Jr. (1995), Poirteir, Cathal (biên tập), Mass Eviction and the Irish Famine: The Clearances Revisited", from The Great Irish Famine, Dublin, Ireland: Mercier Press{{Chú thích}}:  Quản lý CS1: nhiều tên: danh sách tác giả (liên kết)
- McDonald, Brian (ngày 17 tháng 5 năm 2010), "British fail to attend Famine ceremony", Irish Independent, truy cập ngày 24 tháng 9 năm 2010
- Mitchel, John (1869), The history of Ireland: from the Treaty of Limerick to the present time, James Duffy
- Duffy, Peter (2007), The Killing of Major Denis Mahon, HarperCollins, ISBN 978-0-06-084050-1
- Duffy, Sir Charles Gavan (1888), Four Years of Irish History 1845–1849, Cassell, Petter, Galpin & Co
- Foster, R.F (1988), Modern Ireland 1600–1972, Penguin Group
- Gallagher, Thomas (1987), Paddy's Lament, Ireland 1846–1847: Prelude to Hatred, Houghton Mifflin Harcourt, ISBN 978-0-15-670700-8, truy cập ngày 24 tháng 9 năm 2010
- Gibney, John (November–December 2008), "TV Eye", History Ireland, 16 (6): 55
- Gray, Peter (1995), The Irish Famine, New York: Harry N. Abrams, Inc
- Hayden, Tom (1998), Hayden, Tom; O'Connor, Garrett; Harty, Patricia (biên tập), Irish hunger: personal reflections on the legacy of the famine, Roberts Rinehart Publishers, ISBN 978-1-57098-233-0
- Irish Famine Curriculum Committee (1998), The Great Irish Famine (PDF), truy cập ngày 1 tháng 7 năm 2014
- Kee, Robert (1993), The Laurel and the Ivy: The Story of Charles Stewart Parnell and Irish Nationalism, Hamish Hamilton, ISBN 978-0-241-12858-9
- Kennedy, Liam; Ell, Paul S; Crawford, E. M; Clarkson, L. A (1999), Mapping The Great Irish Famine, Four Courts Press, ISBN 1-85182-353-0
- Kennedy, Liam (2016). Unhappy the Land: The Most Oppressed People Ever, the Irish? (bằng tiếng Anh). Dublin: Irish Academic Press. ISBN 9781785370472.
- Killen, John (1995), The Famine decade, contemporary accounts 1841–1851, Blackstaff
- Kinealy, Christine (1994), This Great Calamity, Gill & Macmillan, ISBN 0-7171-1881-9
- Laxton, Edward (1997), The Famine Ships: The Irish Exodus to America 1846–51, Bloomsbury, ISBN 0-7475-3500-0
- Lee, Joseph (1973), The Modernisation of Irish Society, Gill and Macmillan
- Lengel, Edward G. (2002), The Irish through British eyes: perceptions of Ireland in the Famine era, Greenwood Publishing Group, tr. 12, 48, 104, ISBN 978-0-275-97634-7
- Library of Congress (2007), Irish immigration to America
- Litton, Helen (1994), The Irish Famine: An Illustrated History, Wolfhound Press, ISBN 0-86327-912-0
- Litton, Helen (2006), The Irish Famine: An Illustrated History, Wolfhound Press, ISBN 0-86327-912-0
- Livi-Bacci, Massimo (1991), Population and Nutrition: An Essay on European Demographic History, Cambridge University Press, ISBN 978-0-521-36871-1
- Lyons, Francis Stewart Leland (1973), Ireland since the famine, Fontana
- McCorkell, John (2010), McCorkell Line, truy cập ngày 20 tháng 9 năm 2010
- MacArthur, Sir William Porter; Edwards, R. Dudley (Robert Dudley); Williams, Thomas Desmond (1957), Medical history of the famine, Russell & Russell
- MacManus, Seumas (1921), The Story of the Irish Race, New York: The Irish Publishing Company, truy cập ngày 23 tháng 10 năm 2017
- Mokyr, Joel (1983), "Why Ireland starved, A quantitative and analytical history of the Irish economy 1800–1850", Medical History, 28 (4): 447–448, PMC 1140027
- Mitchel, John (2005) [1861], The Last Conquest of Ireland (Perhaps), University College Dublin Press (reprint), ISBN 1-904558-36-4
- Mitchel, John (1996) [1876], Jail Journal of Five Years in British Prisons, ISBN 185477218X
- Ó Gráda, Cormac (tháng 3 năm 1975), "A Note on Nineteenth Emigration Statistics", Population Studies, 29 (1): 143–149, doi:10.2307/2173431, JSTOR 2173431, PMID 22091811
- Ó Gráda, Cormac (1993), Ireland before and after the Famine: Explorations in Economic History 1800–1925, Manchester University Press, ISBN 0719040353
- Ó Gráda, Cormac (2000), "Black '47 and Beyond: The Great Irish Famine in History, Economy, and Memory", Medical History, 45 (1), Princeton University Press: 136–137, ISBN 978-0-691-07015-5, PMC 1044715
- Ó Gráda, Cormac (2006), Ireland's Great Famine: Interdisciplinary Perspectives, Dublin Press, ISBN 978-1-904558-57-6
- O'Neill, Joseph R. (2009), The Irish Potato Famine, ABDO, ISBN 978-1-60453-514-3
- O'Sullivan, T. F (1945), Young Ireland, The Kerryman Ltd.
- Paddock, W. C (1992), "Our Last Chance to Win the War on Hunger", Advances in Plant Pathology, 8: 197–222
- Póirtéir, Cathal (1995), The Great Irish Famine, RTÉ/Mercier Press, ISBN 1-85635-111-4
- Rifkin, Jeremy (1993), Beyond Beef, Plume, ISBN 978-0-452-26952-1
- Ritschel, Dan (1996), The Irish Famine: Interpretive & Historiographical Issues, Department of History, University of Maryland, Bản gốc lưu trữ ngày 21 tháng 2 năm 2009, truy cập ngày 20 tháng 3 năm 2020 {{Chú thích}}: Đã định rõ hơn một tham số trong |archivedate= và |archive-date= (trợ giúp); Đã định rõ hơn một tham số trong |archiveurl= và |archive-url= (trợ giúp)
- The Register Office (2005), History, Bản gốc lưu trữ ngày 1 tháng 7 năm 2010, truy cập ngày 21 tháng 9 năm 2010 {{Chú thích}}: Đã định rõ hơn một tham số trong |archivedate= và |archive-date= (trợ giúp); Đã định rõ hơn một tham số trong |archiveurl= và |archive-url= (trợ giúp)
- Trevelyan, Charles E (1848), The Irish Crisis, London
- Ross, David (2002), Ireland: History of a Nation, New Lanark: Geddes & Grosset, ISBN 1-84205-164-4
- Shaw, George Bernard (1903), "Act IV", Man and Superman
- Society of Friends. Central Relief Committee (1852), Transactions of the Central Relief Committee of the Society of Friends during the Famine in Ireland in 1846 and 1847, Dublin
- Uris, Jill; Uris, Leon (2003), Ireland: Terrible Beauty, Bantam Books, ISBN 978-0-553-01381-8
- Vaughan, W.E; Fitzpatrick, A.J (1978), W. E. Vaughan; A. J. Fitzpatrick (biên tập), Irish Historical Statistics, Population, 1821/1971, Royal Irish Academy
- Ward, Mike (2002), Irish Repay Choctaw Famine Gift:March Traces Trail of Tears in Trek for Somalian Relief, American-Stateman Capitol, Bản gốc lưu trữ ngày 11 tháng 5 năm 2011, truy cập ngày 20 tháng 9 năm 2010 {{Chú thích}}: Đã định rõ hơn một tham số trong |archivedate= và |archive-date= (trợ giúp); Đã định rõ hơn một tham số trong |archiveurl= và |archive-url= (trợ giúp)
- Woodham-Smith, Cecil (1991) [1962], The Great Hunger: Ireland 1845–1849, Penguin, ISBN 978-0-14-014515-1